# Loca (canción de Dana International)
«Loca» es el título de una canción pop escrita e interpretada por la cantante israelí Dana International. Loca es el segundo sencillo del álbum Ma La'asot. También se hizo el clip para promover el evento del Orgullo Gay de Tel Aviv 2013. Se presentó en el acto central por el Orgullo Gay de Tel Aviv el 7 de junio. 

## Posicionamiento

### Semanales
| País    | Ranking           | Primera semana | Posición de ingreso | Mejor posición | Semanas en la mejor posición | Semanas en el ranking | Última semana |
| ------- | ----------------- | -------------- | ------------------- | -------------- | ---------------------------- | --------------------- | ------------- |
| Asia    |                   |                |                     |                |                              |                       |               |
| Israel  | Top 50 canciones  | 02/07/2013     | 9                   | 1              | 4                            | en curso              | en curso      |
| Europa  |                   |                |                     |                |                              |                       |               |
| España  | Top 50 canciones  | 23/07/2013     | 49                  | 49             | 1                            | 1                     | 23/07/2013    |
| Bélgica | Top 100 canciones | 14/08/2013     | 97                  | 97             | 2                            | 3                     | 04/08/2013    |